# باب سبتة (فلم)
باب سبتة هو فيلم وثائقي مالي برتغالي صدر عام 2008.

## القصّة
بدءًا من أحداث العنف التي وقعت عام 2005 عند السياج الحدودي في مليلية وكذا الآخر في سبتة، أجرى مخرج فيلم باب سبتة مقابلاتٍ مع أشخاص في أربع مدن في شمال إفريقيا لاستكشاف سبب استعداد بعض الناس للمخاطرة وذلك بغرض الهجرة إلى أوروبا، وأُجريت المقابلات في طنجة ووجدة في المغرب ونواذيبو ونواكشوط في موريتانيا.

## الجوائز
حصل الفيلم على جائزة فيد مارسيليا (بالفرنسية: FIDMarseille) عام 2008، كما نال جائزة دوك ليسبوا (بالبرتغالية: Doclisboa) في نفس العام أيضًا.